# Torito González
Jorge Daniel González Mequert mais conhecido como Torito González (Presidente Franco, 25 de março de 1988) é um jogador de futebol paraguaio que atua como meia ou Volante, atualmente, está sem clube.

## Títulos
Libertad
- Campeonato Paraguaio de Futebol (Clausura): 2010, 2012, 2014
- Campeonato Paraguaio - Apertura: 2014